# Roger II. Sicilský
Roger II. (22. prosince 1095, Mileto – 26. února 1154, Palermo) byl sicilským hrabětem a od roku 1130 prvním sicilským králem.

## Život

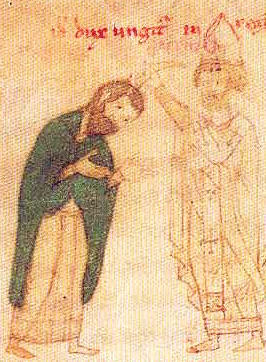
Roger s papežem Kalixtem II. (Liber ad honorem Augusti)

Narodil se jako mladší syn z třetího manželství sicilského hraběte Rogera I. s Adélou del Vasto, dcerou savonského markraběte Bonifáce.
Na knížecí stolec usedl v roce 1105, po smrti otce a staršího bratra Šimona I. Za teprve desetiletého hraběte vykonávala regentskou vládu jeho matka Adéla. Dvůr zřídila v Palermu, aby omezila vliv normanských příbuzných, kteří žili převážně na pevnině. Zde byl mladý panovník obklopen jak Italy, tak Řeky a Maury, díky čemuž získal kosmopolitní smýšlení, jež se projevovalo po celou dobu jeho vlády. Roku 1110 se stal hostitelem norského krále Sigurda při jeho cestě do Jeruzaléma. O dva roky později dosáhl plnoletosti, matka přijala nabídku jeruzalémského krále Balduina I. a v roce 1113 se za něj provdala. Manželství však zřejmě nepatřilo ke šťastným, protože v roce 1117 se opět vrátila k synovi na Sicílii.
Roger po smrti svého bratrance, apulijského vévody Viléma II., v roce 1127 sjednotil všechna italská panství svého rodu, proti čemuž se postavil papež Honorius II.

### Rex Siciliae ducatus Apuliae et principatus Capuae

Sicilské království

V roce 1130 mu papež Anaklet II. udělil královský titul a na Boží hod vánoční byl v palermské katedrále papežským legátem pomazán svěceným olejem.  Ač bylo nové království i Rogerův titul postaveno na chatrném základu problematického papeže, proběhly korunovace a hostina v přepychovém stylu. Jídlo bylo podáváno číšníky ve stříbrných livrejích na zlatých a stříbrných mísách. Nový král si nechal v Palermu zhotovit plášť, nyní uložený v muzeu ve Vídni, s vyobrazením souboje lvů s velbloudy ve zlatě na hedvábí a datací podle hidžry.
| „                         | Apulian a Kalábrijec, Sicilan i Afričan, ti všichni mi slouží. | “ |
| — rytina na Rogerově meči |                                                                |   |

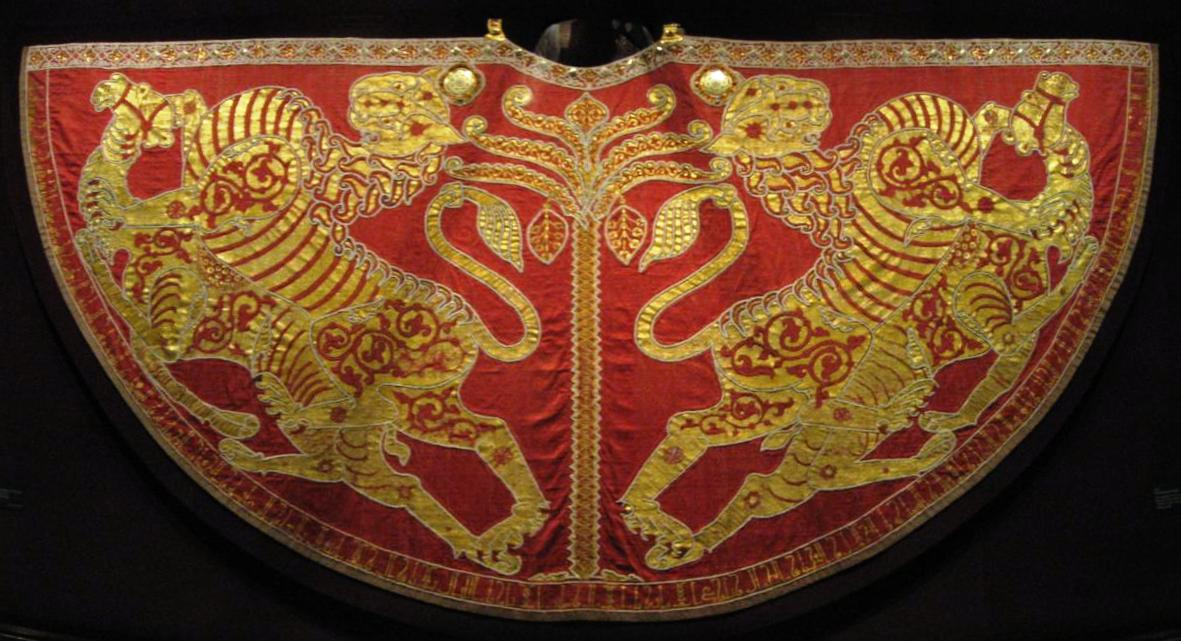
Královský plášť (1133-1134)

Podpora vzdoropapeže Anakleta, ač měl na papežský stolec právně větší nárok než jeho protivník Inocenc II., postavila Rogera proti císaři Lotharovi III. a králům Ludvíkovi VI. a Jindřichovi I. Tak začalo pro Rogera II. téměř desetileté neklidné období, kdy musel čelit snahám svých a Anakletových odpůrců o zbavení moci. Jako první se již roku 1130 vzbouřilo malé vévodství Amalfi. Roger II. vyslal roku 1131 proti revoltujícímu vévodství svého sicilského admirála Jana, který se po proplutí Messinského průlivu spojil s královskými oddíly z Apulie a Kalábrie a společně pak táhli k Amalfi po souši. Příjezd po moři blokoval Rogerův loajální spojenec admirál Jiří z Antiochie. Město se brzy poté vzdalo.
Roku 1137 čelil vojenskému tažení spojených vojsk císaře Lothara III. a bavorského vévody Jindřicha Pyšného. V lednu 1138 zemřel Anaklet II. a Inocenc II. požadoval nezávislost Knížectví Capua, což Roger odmítl. Papež tedy v létě roku 1139 vtrhl do Rogerova království s velkou armádou. U Galluccia pak padl do léčky a 22. července 1139 byl zajat Rogerovým synem. O tři dny později, na základě Mignanské smlouvy, uznal papež Inocenc II. Rogera králem. V následujících letech 1139 až 1156 byly ustanoveny hranice s Papežským státem a Roger získal kontrolu nad krajem Abruzzo.

### Hodnocení vlády

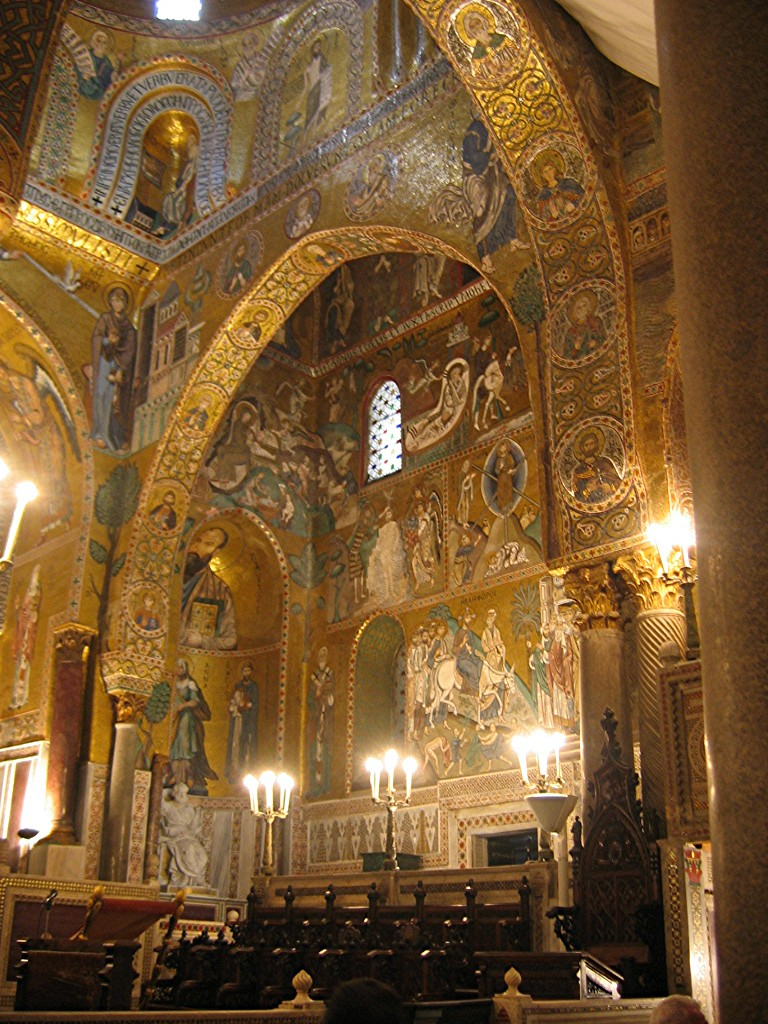
Cappella Palatina,kde si Roger přál být pochován

Roger se projevil jako schopný vládce. Království rozdělil do tří administrativních částí a každé větší město spravoval královský správce. Stanovil rozsah a nadřazenost královské moci a do svých rukou soustředil výběr daní a soudnictví. Od roku 1098, kdy bylo Rogeru I. za pomoc papeži Urbanu II. proti císaři uděleno právo jmenovat papežské legáty, kontrolovala hrabata také církevní příjmy  Proto za účelem dohledu nad financemi zřídil centrální instituce.
Roku 1140, v rámci budování královské moci, vydal první kodex zemských práv, který vycházel z římského práva a ustanovoval odlišné zákony pro jednotlivé skupiny poddaných (Řekové, Arabové, Židé a Italové) v zemi. Uzavřel smlouvy s Egyptem a dalšími muslimskými státy. Za zemědělské plodiny v podobě obilí, vinné révy, oliv a ovoce získával zlato z Afriky pro ražbu vlastních mincí. Prosadil královský monopol vůči místnímu rybářství a lovu tuňáků.
V roce 1132 nechal v Palermu u arabského paláce založit palácovou kapli, která zároveň sloužila jako trůní sál. Na stavbě se podíleli sicilští a arabští řemeslníci spolu s francouzskými a byzantskými umělci. Na stěnách jsou mozaiky s křesťanskou tematikou s nápisy v latině a řečtině, zobrazení zvířat, stromů, květin i ornamentů. Na vyřezávaném dřevěném stropě se pak, ve společnosti figur hudebníků, tanečníků, žen či hráčů šachu, zřejmě nachází sám Roger obklopen oslavnými nápisy v arabštině.

## Manželství a potomci
I. ∞ 1117 Elvíra Kastilská (asi 1100–1135), dcera kastilského krále Alfonse VI.
- Roger (asi 1121–1149), apulijský vévoda a hrabě z Lecce ∞ 1148 hraběnka Blanka z Lecce
- Tankred († 1143), princ z Bari a Taranta
- Alfons († 1144), neapolský vévoda
- Jindřich († 1145)
- Adéla († po 1169), florentská hraběnka ∞ loritellský hrabě Robert II.
- Vilém I. Zlý (1126–1166), sicilský král ∞ 1150 navarrská princezna Markéta, dcera krále Garcíi VI.[5]

II. ∞ 1149 Sibyla Burgundská (1126–1150/51), dcera burgundského vévody Huga II.
III. ∞ 1151 Beatrix z Rethelu (asi 1135–1185), dcera rethelského hraběte Ithiera
- Konstancie (1154–1198) ∞ 1186 císař Jindřich VI. [7]